# Padang Terap
Huyện Padang Terap là một huyện thuộc bang Kedah của Malaysia. Huyện Padang Terap có dân số thời điểm năm 2010 ước tính khoảng 61970 người.